# S/y Bonawentura
Bonawentura – polski jacht żaglowy, kecz sztakslowy "Va Marie", wykonany z drewna (dąb, mahoń, teak). Jeden z najstarszych polskich drewnianych żaglowców (obok Antici, Baltic Star, Bryzy H, Generała Zaruskiego czy Zjawy IV). Armatorem jednostki jest obecnie s/y Bonawentura sp. z o.o.

## Historia
Wybudowany w 1948 roku w Stoczni Północnej jako drewniany kuter rybacki typu MIR 20A. Od momentu budowy aż do 1967 roku pełnił rolę kutra rybackiego na Bałtyku. Następnie został wycofany z pracy na morzu i do roku 1974 jako holownik stacjonował w porcie Władysławowo. W 1975 roku właścicielem jednostki został młody kapitan, Krzysztof Bussold. Kadłub emerytowanego kutra przetransportowano barką do Przystani Akademickiego Klubu Morskiego AZS-ZSP w Twierdzy Wisłoujśce. Tam rozpoczęto przebudowę i częściowy demontaż. W tym samym roku dokonano szczegółowej ekspertyzy kadłuba „Władka” (tak wtajemniczeni nazywali Bonawenturę). Przebudowa była prowadzona na podstawie wstępnej dokumentacji technicznej, którą opracował inż. Jan Młynarczyk. Przegląd zasadniczy kadłuba wraz ze szczegółowymi pomiarami elementów zładu i poszycia oraz ich łączników został przeprowadzony przez inż. Zbigniewa Rudnickiego – inspektora PRS sprawującego nadzór nad przebudową.
W 1986 roku jacht zwodowano, ale budowa trwała dalej z długimi przerwami. Przedłużanie się prac spowodowane było m.in. dewastacją jednostki przez złodziei i wandali. W międzyczasie wykonano takielunek, omasztowanie oraz bukszpryt. W 1991 roku jacht został przeholowany do Gdyni. W roku następnym zamontowano wcześniej przygotowany takielunek oraz drzewce i przeprowadzono pierwsze próby morskie w ruchu z wynikiem pozytywnym. Następnym etapem były próby stateczności przeprowadzone metodą klasyczną, które zostały zaaprobowane przez PRS.

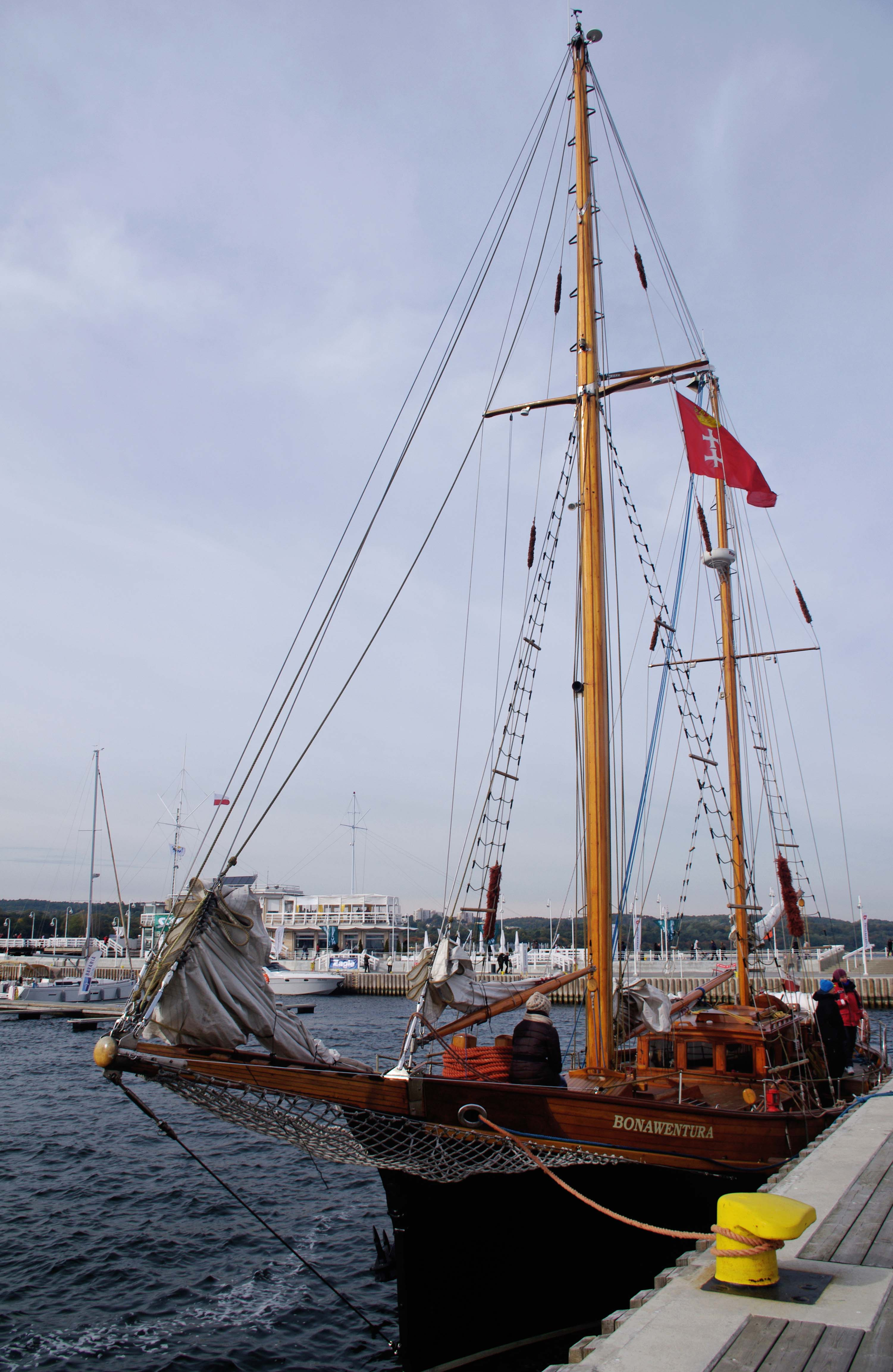
Bonawentura w Sopocie

Ostatecznie remont zakończył się w 1994 roku i był to jednocześnie jeden z najdłuższych nadzorów PRS, bo trwający łącznie nad przebudową i budową dwadzieścia jeden lat.
Pod koniec lat dziewięćdziesiątych Bonawentura wypłynęła w kilka rejsów po akwenie morza Bałtyckiego, część czasu spędziła również w porcie Marina Gdańsk wtapiając się w krajobraz gdańskiej starówki.
U schyłku 2009 roku nowym armatorem jachtu Bonawentura zostało Pomorsko-Mazurskie Biuro Żeglarskie "Błękitny Piotruś". Aby żaglowiec wrócił do pracy na morzu potrzebny był gruntowny remont i przebudowa, toteż prace rozpoczęto wiosną następnego roku. Szybko okazało się, że zakres prac należy rozszerzyć gdyż ząb czasu wgryzł się w drewnianą konstrukcję głębiej niż wskazywały na to wstępne oględziny. Ostatecznie w trakcie remontu i przebudowy wymieniono dwadzieścia pięć procent poszycia burt, stewę rufową i nadburcia. Zmieniony został układ luków i zejściówek na pokładzie, który na nowo ułożono z klepek tekowych. Wyremontowano urządzenie sterowe oraz wymieniono linię wału napędowego i łożyska. Położono nową instalacje elektryczną i wodną. Odnowione zostało drewniane omasztowanie - maszty, bomy i szprajsgafel. Wszystkie elementy drewniane zabezpieczono kilkoma warstwami lakierów i olei impregnujących. Poza tym jacht został wyposażony w nowoczesne urządzenia nawigacyjne i sprzęty podnoszące komfort żeglugi, nie zatracono przy tym pierwotnego charakteru drewnianego żaglowca. Każdy etap remontu odbywał się pod nadzorem Polskiego Rejestru Statków. Efektem tych wszystkich prac było uzyskanie przez Bonawenturę klasy oceanicznej już wiosną 2013 roku.
W sezonie 2013 Bonawentura wziął udział w zlocie Baltic Sail w Gdańsku i wypłynął w kilka rejsów po wodach Bałtyku. Żaglowiec zamknął sezon uczestnictwem w październikowym zlocie żaglowców z duszą "Próchno i Rdza".
20 grudnia 2013 roku właściciele żaglowca odebrali List Morski Miasta Gdańska (przyznawany za wyjątkową postawę osobowość oraz dokonania w żeglarstwie morskim). Laureatami w ubiegłych latach zostali m.in. właściciele żaglowców Antica i Bryza.

## Wyposażenie jachtu
- GPS
- Plotter wielofunkcyjny z repetytorem
- nadajnik/odbiornik AIS
- radar
- zdublowany stacjonarny radiotelefon UKF
- dwa ręczne radiotelefony UKF
- telefon satelitarny
- NAVTEX
- echosonda
- wiatromierz/wiatrowskaz
- wskaźnik wychylenia płetwy sterowej

Dodatkowo: do dyspozycji załogi są dwa czteroosobowe kubryki - dziobowy i rufowy, oraz dwie koje w mesie (niezależnie od miejsc do siedzenia). Jacht posiada dwie toalety i prysznic, wygodny kambuz (kuchenka trzypalnikowa, piekarnik, zlew dwukomorowy, lodówka 100 l).

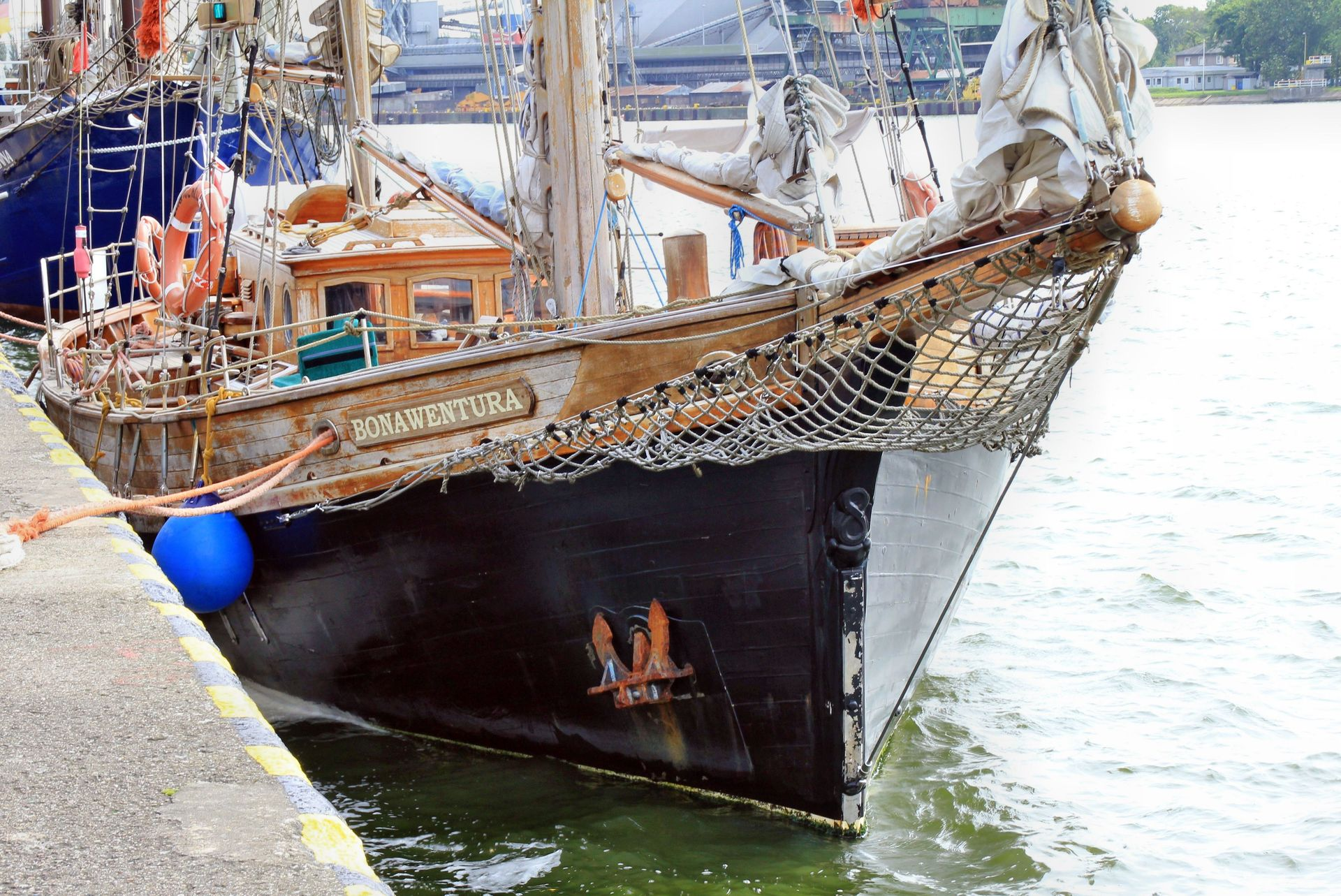
Jacht Bonawentura na Sail Świnoujście 2017